# Ada Gobetti

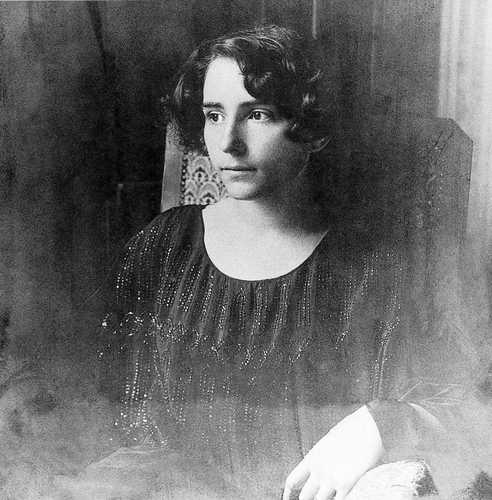
Ada Gobetti v roce 1920

Ada Gobetti (později Marchesini, rozená Prospero; 14. července 1902 – 14. března 1968) byla italská učitelka, novinářka a důležitá osobnost v boji proti fašismu.

## Životopis
Spolu se svým manželem Pierem Gobettim psala pro několik časopisů, které se stavěly proti fašistickému režimu. Mezi nimi byl i časopis La Rivoluzione Liberale, který byl v roce 1925 zakázán fašistickou vládou. Její manželmusel později odejít do exilu do Paříže, kde v roce 1926 zemřel na bronchitidu. Mladá vdova se dočasně stáhla ze svých aktivit, ale filozof Benedetto Croce ji vyzval, aby pokračovala ve své práci. Od roku 1928 vyučovala anglický jazyk a literaturu a také překládala knihy a další texty z angličtiny a v roce 1937 se znovu provdala, tentokrát za Ettore Marchesiniho.
Ada se aktivně zapojila do hnutí zvaného Biennio Rosso a byla také součástí organizace Giustizia e Libertà. Společně s dalšími lidmi pomohla založit politickou stranu Partito d'Azione. Během druhé světové války si Ada Gobetti vedla deník, což by ji v případě, že by ho našly úřady, uvedlo do smrtelného nebezpečí. Aby snížila riziko, psala ho v angličtině. Tento deník se později stal základem jejího životopisu. Během války také poskytovala úkryt lidem, kteří byli v nebezpečí. Byla jednou z vůdčích osobností italského hnutí odporu a pomáhala založit skupinu partyzánek Gruppi di difesa della donna. Po válce se stala místostarostkou Turína. V roce 1945 se podílela na založení Mezinárodní demokratické federace žen.
V roce 1946 se zúčastnila voleb na post místostarostky, ale neuspěla. Po prohře se zaměřila na práci s dětmi. Přeložila 26 dopisů, které byly určeny pro rodiče novorozených dětí a vycházely z myšlenek lékaře Benjamina Spocka. Tyto dopisy napsal Dr. Loyd Rowland a byly vydány organizací Louisiana Association for Mental Health. Ada Gobetti si přála, aby děti byly vychovávány jinak, než jak tomu bylo za vlády fašistů v Itálii.
V 50. letech přispívala do mnoha levicových a vzdělávacích časopisů, mezi které patřily například L'Unità, Paese Sera a Educazione Democratica.
V roce 1956 se stala členkou Italské komunistické strany.
Ada Gobetti zemřela v roce 1968 po životě. Za angažovanost v protifašistickém odboji jí byla posmrtně udělena Stříbrná medaile za vojenskou statečnost.

## Kulturní odkaz
Ve filmu Atentát na Matteottiho z roku 1973, který režíroval Florestano Vancini, ztvárnila postavu Ady Gobetti herečka Manuela Kustermann.